# Ropa (gmina)
Ropa est une gmina rurale du powiat de Gorlice, Petite-Pologne, dans le sud de la Pologne. Son siège est le village de Ropa, qui se situe environ 11 km au sud-ouest de Gorlice et 95 km au sud-est de la capitale régionale Cracovie.
La gmina couvre une superficie de 49,09 km2 pour une population de 5 058 habitants.

## Géographie
La gmina inclut les villages de Klimkówka, Łosie et Ropa.
La gmina borde la ville de Grybów et les gminy de Gorlice, Grybów et Uście Gorlickie.